# Icario de Esparta
Icario (en griego Ἰκάριος Ikários), en la mitología griega, es un miembro de la casa real espartana y también es el padre de Penélope, la esposa de Odiseo. 
La Biblioteca mitológica nos dice primero que sus padres fueron Perieres y Gorgófone, pero luego refiere, dentro de la genealogía lacedemonia, que de Ébalo y la ninfa náyade Batía nacieron Icario y sus hermanos Tindáreo e Hipocoonte. Sea como fuere Icario y la ninfa náyade Peribea tuvieron cinco hijos, Toante, Damasipo, Imeusimo, Aletes y Perileo, y una hija, Penélope, a la que desposó Odiseo. En la Odisea se menciona a la hermana de Penélope, Iftime, pero no se especifica la madre de esta. En un escolio se nos dice que fue el propio Laertes, padre de Odiseo, quien eligió a la propia Penélope para desposarse con su hijo, debido a la virtud de la muchacha.
Icario fue un campeón de carreras espartano y no permitía que nadie se casase con su hija Penélope a menos que el pretendiente le batiese en competición. Tras lograrlo Odiseo, Icario trató de persuadirle para que la pareja permaneciese en Esparta, pero Odiseo se marchó con Penélope. Icario les siguió e imploró a su hija que se quedase, y Odiseo conminó a Penélope a elegir entre su padre y su marido. Penélope no respondió, pero modestamente cubrió su cara con un velo. Icario entendió correctamente que el gesto expresaba su deseo de ir con Odiseo y les dejó marchar, erigiendo en ese punto una estatua a Aidos (Modestia). Aparentemente Icario seguía vivo en el tiempo en que transcurrió la Odisea. 
Estrabón nos dice que «el autor de la Alcmeónida dice que Icario, el padre de Penélope, tuvo dos hijos, Aliceo y Leucadio, y que éstos reinaron en Acarnania con su padre. Éforo cree que las ciudades de Alicia y Léucade les deben su nombre». Más tarde refiere que Tindáreo y su hermano Icario, expulsados de su patria por Hipocoonte, se dirigieron a casa de Testio, señor de los pleuronios, y le ayudaron a conquistar la mayor parte de los territorios situados más allá del Aqueloo a cambio de recibir su parte. Tindáreo habría regresado a su patria, después de casarse con Leda, la hija de Testio, mientras que Icario, dueño de una parte de Acarnania, se quedó allí y con Policaste, hija de Ligeo, engendró a Penélope y sus hermanos.
En un escolio se nos citan dos opciones para nombrar a la esposa de Icario, siendo estas Dorodoque, hija de Ortíloco, o bien Asterodea, hija de Eurípilo. Otro escolio dice que Icario y Asterodea engendraron a Polimelo, Damasiclo (o Amasiclo), Penélope y Laódice; o bien la misma pareja engendró a Amasico, Falereo, Toonte, Feremelias, Perilao, Penélope y Laodamía —esta última también citada como Meda o Hipsípila—.
Otro hijo citado, sin mencionar a la consorte, fue Élato, quien, unido a Eurímede, hija de Damasiclo, engendró a su vez a Ténaro, epónimo del cabo Ténaro. En otra fuente se menciona a Ténaro como hijo de Icario directamente, pero sin mencionar a la madre.